# Nadir Fernandes
Nadir Fernandes (São Paulo, 27 de fevereiro de 1938 - São Paulo, 7 de novembro de 2016) foi uma vedete e atriz brasileira de teatro, cinema e televisão. Atuou em diversos filmes e novelas durante as décadas de 1960 e 1970, embora sua carreira artística tenha começado no final dos anos 1950, considerada uma das grandes representantes da Boca do Lixo.

## Carreira
Aos quinze anos de idade já participava de desfiles de moda na cidade natal.
Em 1957, Nadyr figurou na capa da revista carioca O Mundo Ilustrado, que apresentou-a como tendo vencido três concursos de beleza na capital paulista e era a "rainha do esporte bandeirante", além de figurar matéria deste periódico da época. Foi capa de várias outras revistas, como na edição de 13 de janeiro de 1971 de O Cruzeiro.
Seu trabalho no cinema começou em 1957, mas foi com sua atuação de dez anos depois em "O Anjo Assassino" de Dionísio Azevedo que recebeu menção honrosa, junto a Flora Geny, no Festival de Cabo Frio.
Na televisão, a atriz fez sua primeira participação na telenovela da Record, "As Pupilas do Senhor Reitor" de 1970, onde interpretou Carolina; três anos depois, pela Tupi, fez Ziza em “Rosa dos Ventos”; finalmente interpretou Nadir, no drama de Janete Clair, Pecado Capital da Globo.
Em 1978, ela encerrou a carreira para se casar. Seu marido era o dono de cinema Francisco José Luccas Netto que, em 1972, fundara com o irmão a FJ Lucas, empresa de exibição e distribuição de filmes.
Faleceu em São Paulo, onde morava, no dia 7 de novembro de 2016, de Falência dos órgãos, sendo o seu corpo cremado no dia seguinte.

## Filmografia
A atriz teve diversas participações em filmes e telenovelas brasileiras.

### Cinema
| Ano  | Título                                 | Personagem          |
| ---- | -------------------------------------- | ------------------- |
| 1957 | Escravo do Amor das Amazonas           | Amazona             |
| 1965 | São Paulo S.A.                         | —                   |
| 1966 | Três Histórias de Amor                 | —                   |
| 1967 | O Anjo Assassino                       | Eliana              |
| 1969 | 2000 Anos de Confusão                  | —                   |
| 1970 | Balada dos Infiéis                     | Lúcia Bueno Feitosa |
| 1971 | Cordélia, Cordélia                     | Mulher              |
| 1971 | O Enterro da Cafetina                  | Assistente Social   |
| 1973 | A Virgem                               | Tina                |
| 1973 | Os Garotos Virgens de Ipanema          | Secretária          |
| 1974 | Trindade… É Meu Nome                   | —                   |
| 1974 | A Virgem e o Machão                    | Maria Sorvete       |
| 1975 | Adultério, As Regras do Jogo           | Suzana              |
| 1975 | O Leito da Mulher Amada                | Sofia               |
| 1975 | O Incrível Seguro de Castidade         | —                   |
| 1976 | Sabendo Usar Não Vai Faltar            | Noemi               |
| 1976 | Kung Fu contra as Bonecas              | Rosa                |
| 1976 | O Sexualista                           | Gina                |
| 1976 | As Desquitadas em Lua de Mel           | Natália             |
| 1976 | E as Pílulas Falharam                  | Cláudia             |
| 1977 | Snuff, Vítimas do Prazer               | Tati Ibanez         |
| 1978 | Os Melhores Momentos da Pornochanchada | Ela mesma           |

### Telenovelas
| Ano  | Título                      | Personagem     |
| ---- | --------------------------- | -------------- |
| 1967 | O Grande Segredo            | Sandra         |
| 1970 | As Pupilas do Senhor Reitor | Carolina       |
| 1971 | A Fábrica                   | —              |
| 1973 | Rosa dos Ventos             | Ziza           |
| 1975 | Pecado Capital              | Vera (Verinha) |